# پادشاه کوه طلایی

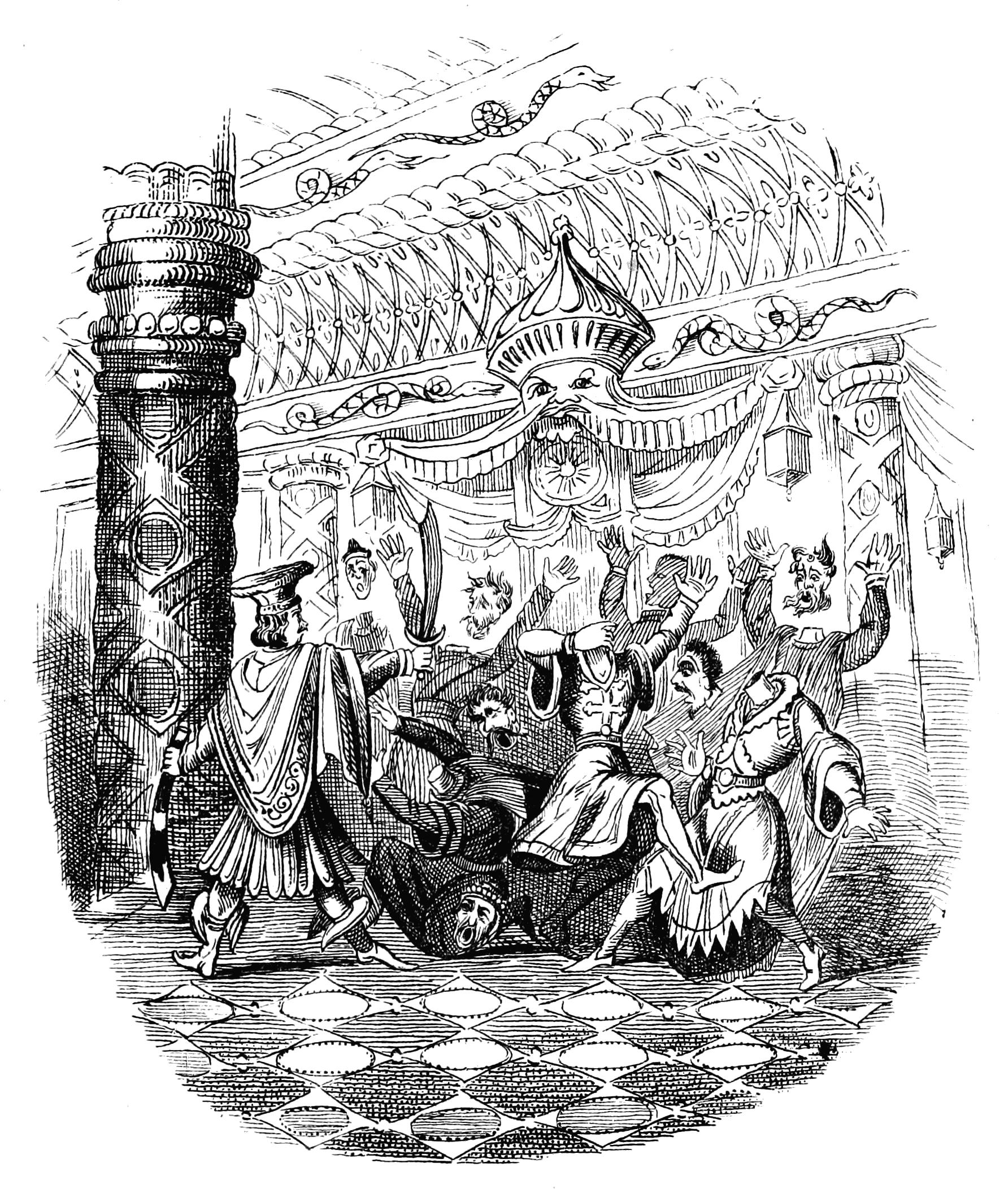
نقاشی از جرج کروکشنک ، ۱۸۷۶

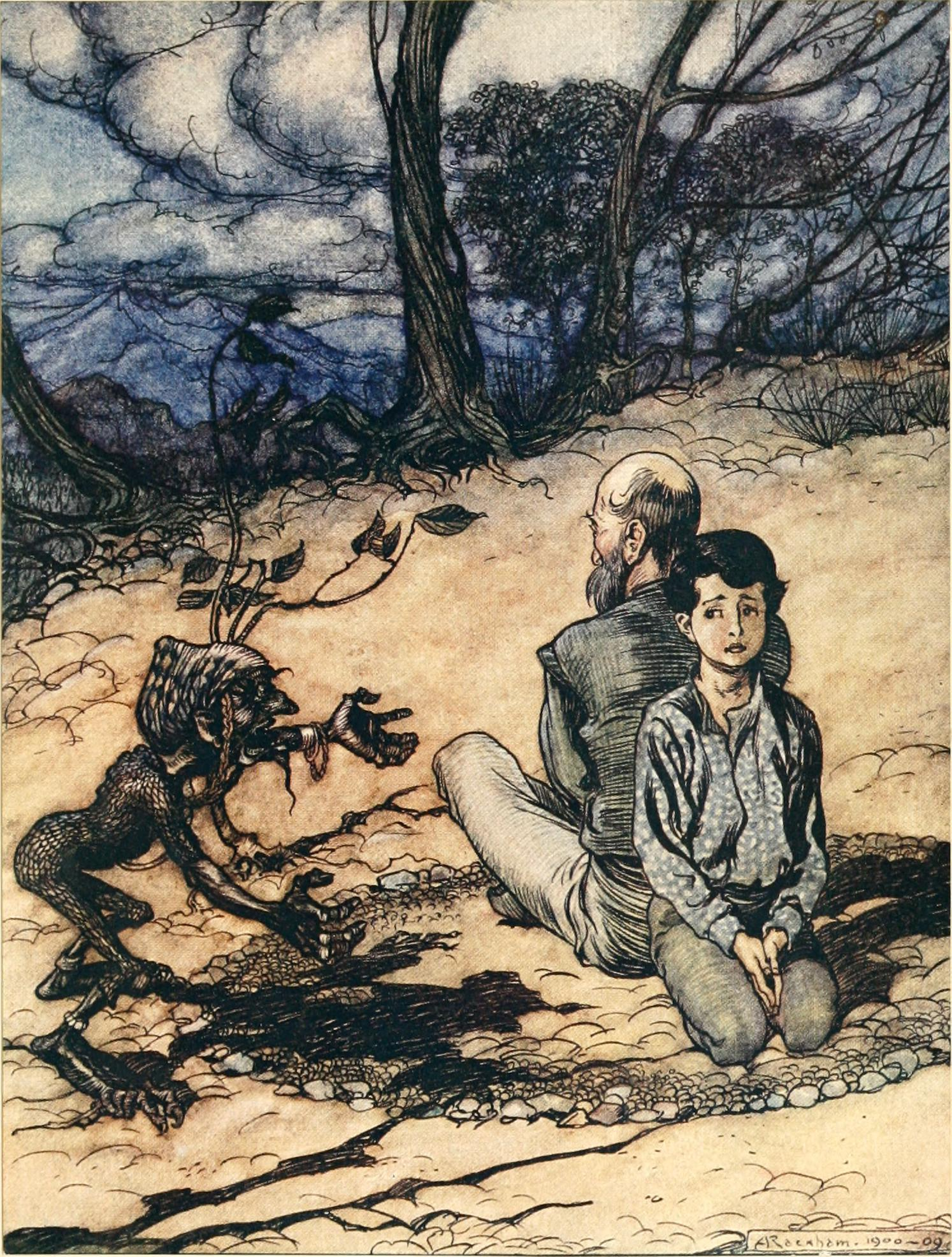
دعوای پسر و پدر با مرد سیاه پوست، آرتور راکهام ، 1916

پادشاه کوه طلایی یا شاه کوه زرین (به آلمانی: Der König vom goldenen Berg) یکی از افسانه های پریان آلمانی است که توسط برادران گریم گردآوری شده‌است و در جایگاه نود و دوم از مجموعه داستان های گریم قرار دارد (KHM 92). این داستان ترکیبی از چند گونهٔ مختلف افسانه‌ای است که مضمون‌هایی مانند معامله با موجودات جادویی، نجات شاهزاده‌خانم مسحور، خیانت، و بازگشت قهرمان را در بر می‌گیرد.

## خلاصهٔ داستان
در روزگاری دور، تاجری فقیر تنها یک پسر و یک دختر داشت و همهٔ دارایی‌اش جز قطعه زمینی از دست رفته بود. روزی که در آن زمین قدم می‌زد، کوتوله‌ای سیاه‌پوش پیش آمد و به او وعدهٔ ثروتی فراوان داد، مشروط بر اینکه تاجران چیزی را که نخستین‌بار پس از بازگشت به خانه به پایش می‌ساید، پس از دوازده سال به او بدهد. مرد نادان، از شوق ثروت، بی‌آنکه بیندیشد قبول کرد. اما وقتی به خانه برگشت، پسر کوچکش نخستین کسی بود که به پایش سایید. مرد نالان شد، اما عهد بسته بود.
دوازده سال گذشت. پسر که حالا جوانی رشید شده بود، از پدر داستان را شنید و تصمیم گرفت خود به ملاقات کوتوله برود. او به کلیسا رفت و از کشیش دعای خیر گرفت. وقتی با کوتوله روبه‌رو شد، با او جدل کرد تا اینکه سرانجام کوتوله پذیرفت پسر را در قایقی بیندازد و بگذارد به حال خود برود.
قایق او را به سرزمینی دیگر رساند. در آن‌جا با ماری سخنگو روبه‌رو شد که در حقیقت شاهزاده‌خانمی جادوشده بود. او گفت اگر سه شب اجازه دهد دوازده مرد سیاه‌پوش او را بزنند، طلسمش شکسته می‌شود. جوان پذیرفت و با تحمل رنج فراوان، شاهزاده‌خانم را آزاد کرد و با او ازدواج نمود. آن زن، او را شاه کوه زرین کرد و صاحب پسری شدند.
هفت سال گذشت. پادشاه خواست به دیدار پدر و مادرش برود. همسرش هشدار داد که این کار خوش‌یمن نیست، اما با این حال، انگشتری جادویی به او داد تا بتواند به خانه رفته و بازگردد، مشروط بر اینکه او را با خود نبرد. اما پادشاه، که از بی‌اعتمادی خانواده‌اش خشمگین شده بود، همسر و پسرش را نیز احضار کرد. وقتی خوابید، همسرش حلقه را برداشت و خود و پسرشان را به کوه زرین بازگرداند.
پادشاه، که حالا بی‌چیز مانده بود، در جستجوی بازگشت، به سه غول برخورد که بر سر ارثیه‌ای جادویی نزاع داشتند: شمشیری که با فرمان همه را می‌کشت، شنلی که انسان را ناپیدا می‌کرد، و چکمه‌هایی که او را به هرکجا می‌برد. پادشاه، با حیله این سه ابزار را تصاحب کرد و به قصر بازگشت، در حالی که همسرش قصد ازدواجی دوباره داشت.
در جشن عروسی، نامرئی شد و غذا و نوشیدنی‌ها را دزدید تا مهمانان را به تعجب اندازد. سپس خود را به همسرش نشان داد، او را سرزنش کرد و به مهمانان اعلام کرد که او شاه واقعی است. وقتی آنان سر باز زدند، شمشیر را بیرون کشید و با فرمانی، همه را از پا درآورد.
بدین ترتیب، پادشاه دوباره بر تخت کوه زرین نشست.

## تحلیل داستان
این افسانه ترکیبی از چند گونهٔ داستانی در شاخص آرنه–تامپسون–اوتر (ATU) است:
ATU 810 – «شیطان روحی را که به او وعده داده شده از دست می‌دهد»
ATU 401A – «شاهزاده‌خانم افسون‌شده در قلعه»
ATU 400 – «مردی در پی یافتن همسر گم‌شده»
ATU 518 – «دعوا بر سر اشیای جادویی»
در واقع، داستان از یک معاملهٔ خطرناک آغاز می‌شود، با نجات شاهزاده‌خانمی جادوشده به نقطهٔ اوج می‌رسد، سپس خیانت و جدایی میان زن و شوهر پدید می‌آید و با سفر و ترفند و بازپس‌گیری قدرت پایان می‌پذیرد. این ترکیب از چند افسانه رایج در فرهنگ‌های اروپایی، روایت را غنی و چندلایه می‌سازد.

## پیوند با داستان‌های دیگر
«شاه کوه زرین» با افسانه‌های زیر پیوند معنایی و ساختاری دارد:
- «شاهزاده‌خانم قورباغه» – زن جادوشده، ازدواج با پادشاه، خیانت و سفر برای یافتن همسر
- «دختر بی‌دست» – معاملهٔ پدر با شیطان و سرنوشت شوم فرزند
- «سه پر» – مأموریت و سفر برای کسب پادشاهی
- «کوه‌های آبی» – سفر و تلاش برای بازگرداندن همسر ربوده‌شده